# 한경구
한경구는 한국의 문화인류학자, 전 외무공무원이다. 1956년 서울 출생으로, 서울대학교 사회과학대학 인류학과에서 1978년 2월에 학사 학위를 수여받고 이후 1980년 외무고등고시에 수석합격하여 외무사무관으로 근무하였다. 해군 장교로 군 복무하였으며 1984년 7월 전역 이후 외교부에서 퇴직했다. 군복무 중인 1983년 서울대학교 인류학과에서 석사 학위를 수여. 이후 서울대학교 대학원 국사학과에서 잠깐 수학 후 하버드 대학교에서 박사 과정을 밟는다. 1991년 11월 하버드 대학에서 인류학 박사 학위((Dissertation Title: Company as Community: A Processual Anthropological Approach to the Study of a Medium-sized Japanese Business Organization)를 받는다. 그의 박사학위논문은 '공동체로서의 회사'라는 이름으로 출간되었다.
그가 외무고등고시에 응시하게 된 계기는 비인기학과를 졸업하는 데에 대한 아버지의 우려가 작용했다고 한다.